# Fūtarō Yamada
Fūtarō Yamada (山田 風太郎 Yamada Fūtarō?, 4 de enero de 1922 - 28 de julio de 2001) fue el alias del escritor japonés Seiya Yamada (山田 誠也 Yamada Seiya?).
Nació en Yabu en 1922.

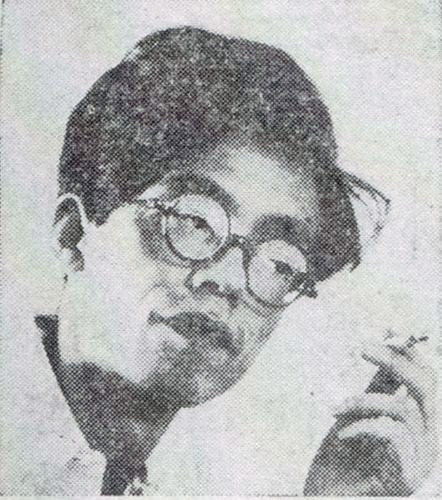
Fūtarō Yamada fue el alias del escritor japonés Seiya Yamada. Nació en Yabu en 1922. En 1947, escribió la novela de misterio Daruma-tōge no Jiken, con el que fue condecorado con el premio Houseki. Durante su vida escribió una gran cantidad de novelas sobre los ninja.

En 1947, escribió la novela de misterio Daruma-tōge no Jiken (達磨峠の事件?  lit. "El Incidente en el paso Dharma"), con el que fue condecorado con el premio Houseki (宝石?).
Durante su vida escribió una gran cantidad de novelas sobre los ninja (忍法帖 series Ninpōchō). Muchos de sus trabajos fueron adaptados al cine, televisión, manga y anime.

## Reconocimientos
- 1949, Premio entregado por el Club de Escritores de Historias de Detectives (en)
- 1997, Premio Kikuchi Kan
- 2000, Premio de Misterio Japón
- 2004, Premio Kodansha Manga por el manga Basilisk, una adaptación de Los rollos ninja de Kouga[1]

## Obras selectas

### Historias de ninjas (series "Ninpōchō")
- Los rollos ninja de Kouga (甲賀忍法帖 Kōga Ninpōchō?, 1959)
- Edo Ninpōchō (江戸忍法帖?  1960) - adaptado para película en 1963.
- Gunkan Ninpōchō (軍艦忍法帖?  1961)
- Kunoichi Ninpōchō (くノ一忍法帖?  1961) - adaptado para película en 1964 y 1991.
- Gedō Ninpōchō (外道忍法帖?  1962) - adaptado para película en 1964 y 1992.
- Ninja Tsukikageshō (忍者月影抄?  1962) - adaptado para película en 1963 y 1996.
- Ninpō Chūshingura (忍法忠臣蔵?  1962) - adaptado para película en 1965 y 1994.
- Iga Ninpōchō (伊賀忍法帖?  1964) - adaptado para película en 1982 y para manga en 2004.
- Ninpō Hakkenden (忍法八犬伝?  1964)
- Fūrai Ninpōchō (風来忍法帖?  1964) - adaptado para película en 1965 y 1968.
- Yagyū Ninpōchō (柳生忍法帖?  1964) Yagyū Jūbei Trilogy #1 - adaptado para película en 1998 y para manga en 2005.
- Ninpō Sōden 73 (忍法相伝73?  1965) - adaptado para película en 1969.
- Jiraiya Ninpōchō (自来也忍法帖?  1965) - adaptado para película en 1995.
- Maten Ninpōchō (魔天忍法帖?  1965)
- Shingen Ninpōchō (信玄忍法帖?  1967)
- Makai Tenshō (魔界転生?  1967) Yagyū Jūbei Trilogy #2
- Shinobi no Manji (忍びの卍?  1967) - adaptado para película en 1968.
- Ninpō Kenshiden (忍法剣士伝?  1968)
- Ginga Ninpōchō (銀河忍法帖?  1968)
- Higisho Sōdatsu (秘戯書争奪?  1968) - adaptado para película en 1993.
- Ninpō Fūin Ima Yaburu (忍法封印いま破る?  1969)
- Ninja Kokubyaku Zōshi (忍者黒白草紙?  1969)
- Ninpō Sōtō no Washi (忍法双頭の鷲?  1969)
- Uminari Ninpōchō (海鳴り忍法帖?  1971)